# Grand Prix Formule 1 van Canada 2004
De Grand Prix Formule 1 van Canada 2004 werd gehouden op 13 juni 2004 op het Circuit Gilles Villeneuve in Montreal.

## Uitslag
| Positie | Nummer | Rijder               | Team               | Ronden | Tijd/Opgave       | Startplaats | Punten |
| ------- | ------ | -------------------- | ------------------ | ------ | ----------------- | ----------- | ------ |
| 1       | 1      | Michael Schumacher   | Scuderia Ferrari   | 70     | 1:28:24.803       | 6           | 10     |
| 2       | 2      | Rubens Barrichello   | Scuderia Ferrari   | 70     | +5.108            | 7           | 8      |
| 3       | 9      | Jenson Button        | BAR-Honda          | 70     | +20.409           | 2           | 6      |
| 4       | 11     | Giancarlo Fisichella | Sauber - Petronas  | 69     | +1 Ronde          | 11          | 5      |
| 5       | 6      | Kimi Räikkönen       | McLaren - Mercedes | 69     | +1 Ronde          | 8           | 4      |
| 6       | 5      | David Coulthard      | McLaren - Mercedes | 69     | +1 Ronde          | 9           | 3      |
| 7       | 19     | Timo Glock           | Jordan-Ford        | 68     | +2 Rondes         | 16          | 2      |
| 8       | 18     | Nick Heidfeld        | Jordan-Ford        | 68     | +2 Rondes         | 15          | 1      |
| 9       | 15     | Christian Klien      | Jaguar Racing      | 67     | +3 Rondes         | 10          |        |
| 10      | 21     | Zsolt Baumgartner    | Minardi - Cosworth | 66     | +4 Rondes         | 18          |        |
| Ret     | 12     | Felipe Massa         | Sauber - Petronas  | 62     | Ongeluk           | 17          |        |
| Ret     | 10     | Takuma Sato          | BAR-Honda          | 48     | Motor             | 20          |        |
| Ret     | 8      | Fernando Alonso      | Renault            | 44     | Aandrijfas        | 5           |        |
| Ret     | 20     | Gianmaria Bruni      | Minardi - Cosworth | 30     | Versnellingsbak   | 19          |        |
| Ret     | 14     | Mark Webber          | Jaguar Racing      | 6      | Wielophanging     | 14          |        |
| Ret     | 7      | Jarno Trulli         | Renault            | 0      | Transmissie       | 3           |        |
| DSQ     | 4      | Ralf Schumacher      | Williams-BMW       | 70     | Gediskwalificeerd | 1           |        |
| DSQ     | 3      | Juan Pablo Montoya   | Williams-BMW       | 70     | Gediskwalificeerd | 4           |        |
| DSQ     | 16     | Cristiano da Matta   | Toyota             | 69     | Gediskwalificeerd | 12          |        |
| DSQ     | 17     | Olivier Panis        | Toyota             | 69     | Gediskwalificeerd | 13          |        |

## Wetenswaardigheden
- Eerste punten: Timo Glock. Hij verving Giorgio Pantano in deze race, die door familieomstandigheden niet van start kon gaan.
- Rondeleiders: Ralf Schumacher 21 (1-14; 19-32; 47) Fernando Alonso 2 (15-16) en Michael Schumacher 39 (17-18; 33-46; 48-70).
- Williams, wiens coureurs Ralf Schumacher en Juan Pablo Montoya als tweede en vijfde finishten en Toyota, wiens coureurs Cristiano da Matta en Olivier Panis als achtste en tiende finishten, werden gediskwalificeerd door onreglementaire remmen. Jordan was het team dat hier het meest van profiteerde; de coureurs Timo Glock en Nick Heidfeld scoorden beiden punten.

## Statistieken
| Snelste ronde | Rubens Barrichello | Scuderia Ferrari | 1:13.622 |

## Noot
- Dit was het debuut van de Duitse coureur Timo Glock.
- Tiende Grand Prix-start voor een Hongaarse coureur.
- Vijfde pole position voor Ralf Schumacher.
- Michael Schumacher wist zijn record uit te breiden door de Grote Prijs van Canada voor de zevende keer te winnen (eerdere overwinningen in 1994, 1997, 1998, 2000, 2002 en 2003). Door een Grand Prix zeven keer te winnen of door zeven keer te winnen op één circuit, vestigde Schumacher tevens nog een record.

1967 · 1968 · 1969 · 1970 · 1971 · 1972 · 1973 · 1974 · 1976 · 1977 · 1978 · 1979 · 1980 · 1981 · 1982 · 1983 · 1984 · 1985 · 1986 · 1988 · 1989 · 1990 · 1991 · 1992 · 1993 · 1994 · 1995 · 1996 · 1997 · 1998 · 1999 · 2000 · 2001 · 2002 · 2003 · 2004 · 2005 · 2006 · 2007 · 2008 · 2010 · 2011 · 2012 · 2013 · 2014 · 2015 · 2016 · 2017 · 2018 · 2019 · 2022 · 2023 · 2024 · 2025 · 2026 · 2027 · 2028 · 2029